# René Dussaud

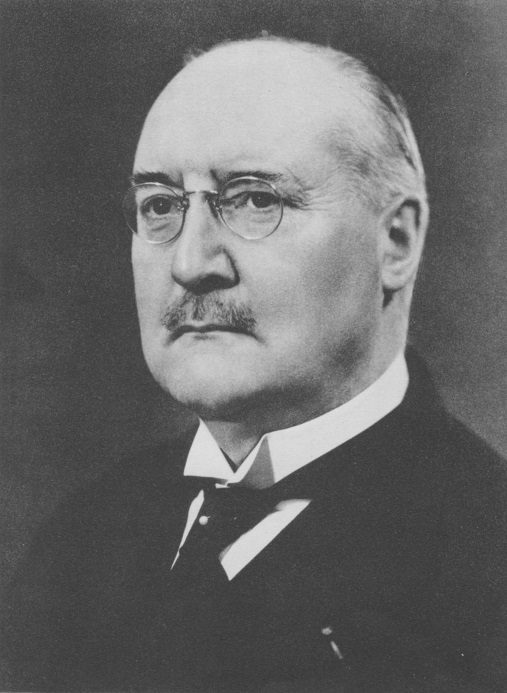
René Dussaud

René Dussaud (* 24. Dezember 1868 in Neuilly-sur-Seine; † 17. März 1958 ebenda) war ein französischer Altorientalist. 

## Leben
Dussaud war Konservator am Département des Antiquités orientales des Louvre und von 1928 bis 1936 dessen Oberkonservator. Als Epigraphiker klagte er Émile Fradin in der Glozel-Affäre wegen Fälschung an.
1923 wurde er Mitglied der Académie des Inscriptions et belles-lettres und 1929 assoziiertes Mitglied der Académie royale des Sciences, des Lettres et des Beaux-Arts de Belgique. 1937 wurde er zum korrespondierenden Mitglied der British Academy gewählt.
In seinen Werken beschäftigte sich Dussaud unter anderem mit den Religionen der Hethiter, Hurriter, Alawiten und Phöniker.

## Veröffentlichungen (Auswahl)
- Prélydiens hittites et achéens. Geuthner, Paris 1953.
- L’art phénicien du 2e millénaire. Geuthner, Paris 1949.
- mit Édouard Dhorme: Les religions de Babylonie et d’Assyrie. Les religions des Hittites et des Hourrites, des Pheniciens et des Syriens (= Mana, Introduction a l’histoire des religions). Presses Universitaires de France, Paris 1945.
- Les découvertes de Ras Shamra (Ugarit) et l’Ancien Testament. 2. durchgesehene und erweiterte Auflage: Geuthner, Paris 1941.
- mit François Anus: Les Châteaux des croisés ... / 2,[2] / Album. 1939.
- mit Paul Deschamps: Les Châteaux des croisés ... / 2,[1] / Texte. 1939.
- mit François Anus: Les Châteaux des croisés ... / 1, [2] / Album. 1934.
- mit Paul Deschamps: Les Châteaux des croisés ... / 1, [1] / Texte. 1934.
- La Syrie antique et médiévale illustrée. Geuthner, Paris 1931.
- Topographie historique de la Syrie antique et médiévale. Geuthner, Paris 1927.
- Autour des Inscriptions de Glozel. Paris 1927.
- Les origines cananéennes du sacrifice israélite. Paris 1921.
- Le Cantique des cantiques. Essai de reconstitution des sources du poème à Salomon. Paris 1919.
- mit René Cagnat: Temples et sanctuaires romains. Paris 1916.
- Introduction à l’histoire des religions. Paris 1914.
- Le Sacrifice en Israel et chez les Phéniciens. Leroux, Paris 1914.
- Les monuments Palestiniens et Judaïques (Moab, Judée, Philistie, Samarie, Galilée). Paris 1912.
- Les civilisations préhelléniques dans le bassin de la mer Égée. Études de protohistoire orientale. Geuthner, Paris 1910. 2. Auflage 1914.
- Les Arabes en Syrien avant l’Islam. Paris 1907.
- Voyage archéologique au Ṣafâ et dans le Djebel ed-Drûz. Leroux, Paris 1901.
- Histoire et religion des Nosairîs. Bouillon, Paris 1900.